# NGC 4366
NGC 4366 је елиптична галаксија у сазвежђу Девица која се налази на NGC листи објеката дубоког неба.
Деклинација објекта је + 7° 21' 10" а ректасцензија 12h 24m 47,0s. Привидна величина (магнитуда) објекта NGC 4366 износи 14,3 а фотографска магнитуда 15,3. NGC 4366 је још познат и под ознакама MCG 1-32-50, CGCG 42-87, VCC 745, PGC 40421.